# Exaustor eólico

Exemplo de exaustor eólico.

O Exaustor eólico ou aerador eólico é um aparelho que remove o ar viciado, fumos ou maus cheiros, de indústrias e recintos fechados.
Geralmente é de fácil instalação e adapta-se em qualquer tipo de telhado, sem necessidade de alterações estruturais. Não produz ruídos e nem vibrações e dispensa custo de manutenção e uso de energia elétrica.
Os aeradores eólicos são normalmente produzidos com policarbonato, um tipo particular de polissacarídeo, polímero de cadeia longa, formado por grupos funcionais unidos por grupos carbonato {\displaystyle (-O-(C=O)-O-)}.

## Funcionamento

Parte interna de um aerador eólico.

O exaustor eólico utiliza o deslocamento das massas de ar atmosférico e o efeito de convecção da massa de ar interna.
O calor se estratifica em camadas conforme a altura do local. Os aeradores eólicos, por sua vez, impulsionam a saída do ar quente estratificado, restabelecendo o equilíbrio térmico. Mesmo na ausência de ventos, as massas de ar quente internas tendem a subir, o que causa uma pressão no interior do globo, fazendo com que o exaustor gire, pelo efeito chaminé.
O giro do aparelho ocorre devido ao vento que incide sobre as aletas do rotor. No interior do aparelho, ocorre uma leve queda de pressão, auxiliando a succionar a massa de ar quente, gases tóxicos, fumaças e partículas em suspensão no ambiente em sua direção.

## Vantagens
Em relação a outros equipamentos que visam a refrigeração do ar, o aerador eólico apresenta algumas vantagens, tais como:
- Não necessita consumo de energia elétrica;
- Não gera superaquecimento;
- Não possui risco de incêndio proveniente de faísca;
- Pode ser instalado em qualquer tipo de telhado ou cobertura, sem necessidade de alterações estruturais;
- Não produz ruídos e nem vibrações;
- Possui em geral baixo custo de manutenção e reparação

## Composição

Partes de um exaustor eólico.

Os exaustores eólicos possuem os seguintes elementos em sua estrutura:
- Mancal: serve para apoio fixo para o eixo;
- Rolamento: dispositivo que permite o movimento relativo controlado do eixo;
- Aletas: possuem formato que facilita a capta do vento;
- Suporte de fixação de eixo:responsável por manter o eixo fixo;
- Suporte de fixação de exaustor: responsável por manter o exaustor corretamente fixado ao telhado;
- Eixo: responsável por permitir a mobilidade do exaustor eólico, permitindo que o vento adentre o recinto a ser climatizado.

## Trocas de ar
O exaustor eólico promove um grande número de trocas de ar no ambiente, dependendo do tipo. Abaixo, temos uma tabela que indica a quantidade de trocas de calor por horas de acordo com o ambiente, o que fornece uma estimativa do número ideal de exaustores eólicos necessários.
| Trocas de calor por hora | Trocas de calor por hora                                           | Trocas de calor por hora |
| #                        | Ambiente                                                           | Trocas de ar por hora    |
| ------------------------ | ------------------------------------------------------------------ | ------------------------ |
| 1                        | Escritórios, fábricas, lojas e salas de diversões                  | 10 a 20                  |
| 2                        | Auditórios, Igrejas e Lojas                                        | 8 a 15                   |
| 3                        | Cabine de Pintura                                                  | 60                       |
| 4                        | Armazéns e Depósitos                                               | 8 a 12                   |
| 5                        | Cozinhas de restaurantes, Padarias e Sanitários                    | 20 a 30                  |
| 6                        | Fundições,Lavanderias e Salas de Fornos                            | 20 a 60                  |
| 7                        | Garagem, Salas de Refeições em Restaurantes e Clubes / Danceterias | 12 a 30                  |
| 8                        | Oficinas e Supermercados                                           | 10 a 15                  |
| 9                        | Fábrica de Papel                                                   | 20 a 40                  |
| 10                       | Salas de Cadeira / Compressores                                    | 20 a 30                  |
| 11                       | Oficinas Mecânicas                                                 | 10 a 30                  |
| 12                       | Banheiros / Vestiário                                              | 10 a 20                  |
| 13                       | Gráficas                                                           | 8 a 20                   |
| 14                       | Silos                                                              | 20 a 30                  |

## Quantidade mínima necessária de exaustores eólicos por ambiente
Em geral, o número de exaustores eólicos é dado pela seguinte fórmula:
{\displaystyle N_{ee}=\left\lfloor {\frac {C\times L\times H\times T_{C}}{V}}\right\rfloor }
Onde:
- {\displaystyle N_{ee}} é o número de exaustores eólicos;
- {\displaystyle C} é o comprimento do ambiente;
- {\displaystyle L} é a largura do ambiente;
- {\displaystyle H} é a altura do ambiente;
- {\displaystyle V} é a vazão média do exaustor eólico, em {\displaystyle m^{3}/h}.
- Tc é a quantidade de trocas de calor por hora (ver tabela acima).

Por exemplo:
Um depósito possui 157 metros de comprimento, 24 metros de largura e 13 metros de altura. Se forem instalados aeradores eólicos com vazão de 4000 m³/h, serão necessários
{\displaystyle N_{ee}=\left\lfloor {\frac {C\times L\times H\times T_{C}}{V}}\right\rfloor \Rightarrow }
{\displaystyle N_{ee}=\left\lfloor {\frac {157\times 24\times 13\times 10}{4000}}\right\rfloor \Rightarrow }
{\displaystyle N_{ee}=\left\lfloor 122,46\right\rfloor \Rightarrow }
{\displaystyle N_{ee}=122}
Neste caso, serão necessários 122 exaustores eólicos.